# Deltana (Alaska)
Deltana est une ville d'Alaska (CDP) aux États-Unis, appartenant à la Région de recensement de Southeast Fairbanks. Sa population était de 2 251 habitants en 2010.
Elle est située au sud-est de Delta Junction sur la Route de l'Alaska à sa jonction avec la Richardson Highway, à 161 km, au pied de Panoramic Peak.
Les températures extrêmes vont de −53 °C en hiver à 33 °C en été.
Les Athabaskans occupaient le site durant tout le XIXe siècle et le début du XXe siècle.
Les activités minières des chercheurs d'or amenèrent un afflux de population dès 1913, tandis que la région de Delta Junction devenait le centre d'implantation des bisons apportés depuis le Montana en 1928.
L'économie actuelle de la localité est basée sur le tourisme de passage sur la Route de l'Alaska, sur les installations militaires voisines, sur l'élevage et le commerce.

## Démographie
| 2000  | 2010  | - | - |
| ----- | ----- | - | - |
| 1 570 | 2 251 | - | - |